# The Whispers
Pour les articles homonymes, voir Whisper.
The Whispers est un groupe américain de funk, soul et disco, originaire de Los Angeles.

## Membres

### Membres actuels
- Scotty Scott (né Wallace Scott le 23 septembre 1943 à Fort Worth, Texas)
- Walter Scott (né le 23 septembre 1943 à Fort Worth, Texas) †
- Leaveil Degree (né le 31 juillet 1948 à Los Angeles)

### Anciens membres
- Marcus Hutson (né le 8 janvier 1943 à Saint Louis, Missouri – décédé en 2000)
- Nicholas Caldwell (né le 5 avril 1944 à Loma Linda, Californie - décédé le 5 janvier 2016[1])
- Gordy Harmon
- Jerry McNeil

## Histoire
Le groupe se forme en 1964 autour des jumeaux Walter et Scotty Scott et de Gordy Harmon, Marcus Hutson et Nicholas Caldwell. En 1973 Harmon est remplacé par Leaveil Degree, ancien membre des Friends of Distinction.
Ils ont surtout connu le succès dans les années 1970 et 1980 durant lesquelles ils ont sorti de nombreux tubes comme And the Beat Goes On, Rock Steady, Tonight, Keep On Lovin' Me ou Lady.

## Discographie

### Singles
- 1979 : And The Beat Goes On

### Albums studio
- 1973 : Planets of Life - Castle Records
- 1974 : Bingo - Janus Records
- 1976 : One for the Money - Soul Train
- 1976 : The Whispers - Soul Train
- 1977 : Open up Your Love - Soul Train
- 1978 : Headlights - Solar Records
- 1979 : Happy Holidays to You - CBS
- 1979 : Whisper in Your Ear - Solar
- 1980 : The Whispers - Solar
- 1981 : Imagination (en) - Solar
- 1981 : Love Is Where You Find It - Sequel
- 1981 : This Kind of Lovin' - Solar
- 1983 : Love for Love - Capitol Records
- 1984 : So Good - Solar
- 1985 : Happy holidays to you - Solar
- 1987 : Just Gets Better with Time - Solar
- 1989 : Vintage Whispers - Solar
- 1990 : More of the Night - Capitol
- 1990 : In the Mood - Solar
- 1991 : Somebody Loves You - Quicksilver
- 1993 : Dr. Love - Quicksilver
- 1994 : Beat Goes On - Unidisc
- 1994 : Christmas Moments - Capitol
- 1995 : Toast to the Ladies - Capitol
- 1996 : The Whispers - Sequel
- 1997 : Songbook, Vol. 1: The Songs of Babyface - Interscope Records
- 2006 : For Your Ears Only
- 2009 : Thankful